# Laurence Olivier Award for Best Lighting Design
Der Laurence Olivier Award for Best Lighting Design (deutsch: Laurence Olivier Award für das beste Lichtdesign) ist ein britischer Theater- und Musicalpreis, der erstmals 1991 vergeben wurde.

## Geschichte und Hintergrund
Die Laurence Olivier Awards werden seit 1976 jährlich in zahlreichen Kategorien von der Society of London Theatre vergeben. Sie gelten als höchste Auszeichnung im britischen Theater und sind vergleichbar mit den Tony Awards am amerikanischen Broadway. Ausgezeichnet werden herausragende Darsteller und Produktionen einer Theatersaison, die im Londoner West End zu sehen waren. Die Nominierten und Gewinner der Laurence Olivier Awards „werden jedes Jahr von einer Gruppe angesehener Theaterfachleute, Theaterkoryphäen und Mitgliedern des Publikums ausgewählt, die wegen ihrer Leidenschaft für das Londoner Theater“ bekannt sind. Eine der Preiskategorien ist der Laurence Olivier Award for Best Lighting Design, der erstmals 1991 vergeben wurde.

## Gewinner und Nominierte
Die Übersicht der Gewinner und Nominierten listet pro Jahr die nominierten Lichtdesigner und Produktionen. Der Gewinner eines Jahres ist grau unterlegt und fett angezeigt.

### 1991–1999
| Jahr                             | Designer                                                | Produktion                      |
| 1991                             |                                                         |                                 |
| -------------------------------- | ------------------------------------------------------- | ------------------------------- |
| 1991                             | Jean Kalman                                             | Richard III und White Chameleon |
| 1991                             | Alan Burrett                                            | Three Sisters                   |
| 1991                             | Pat Collins                                             | The Illusion                    |
| 1991                             | Paul Pyant                                              | The Wind in the Willows         |
| 1992                             |                                                         |                                 |
| Mark Henderson                   | Murmuring Judges und Long Day’s Journey into Night      |                                 |
| Wayne Dowdeswell                 | Edward II                                               |                                 |
| Jean Kalman                      | The Night of the Iguana und Hedda Gabler                |                                 |
| Sumio Yoshii                     | Tango at the End of Winter                              |                                 |
| 1993                             |                                                         |                                 |
| Howell Binkley                   | Kiss of the Spider Woman                                |                                 |
| Paule Constable                  | The Street of Crocodiles                                |                                 |
| Rick Fisher                      | An Inspector Calls                                      |                                 |
| Jean Kalman                      | A Midsummer Night’s Dream                               |                                 |
| 1994                             |                                                         |                                 |
| Rick Fisher                      | Hysteria, Machinal und Moonlight                        |                                 |
| Wayne Dowdeswell                 | Medea                                                   |                                 |
| Terry Hands und Wayne Dowdeswell | Tamburlaine the Great                                   |                                 |
| Brian Harris                     | The School of Night                                     |                                 |
| 1995                             |                                                         |                                 |
| Mark Henderson                   | Alle seine Produktionen des Jahres                      |                                 |
| Rick Fisher                      | The Cryptogram und Pericles                             |                                 |
| David Hersey                     | Glengarry Glen Ross und Oliver!                         |                                 |
| Tina MacHugh                     | Ghosts und Rutherford and Son                           |                                 |
| 1996                             |                                                         |                                 |
| David Hersey                     | Burning Blue, The Glass Menagerie und Twelfth Night     |                                 |
| Mark Henderson                   | Absolute Hell, La Grande Magia und Indian Ink           |                                 |
| Peter Mumford                    | Richard II, Mother Courage and Her Children und Volpone |                                 |
| Chris Parry                      | A Midsummer Night’s Dream und The Way of the World      |                                 |
| 1997                             |                                                         |                                 |
| Chris Parry                      | Tommy                                                   |                                 |
| Mark Henderson                   | John Gabriel Borkman                                    |                                 |
| David Hersey                     | Martin Guerre                                           |                                 |
| Hugh Vanstone                    | ’Art’                                                   |                                 |
| 1998                             |                                                         |                                 |
| Rick Fisher                      | Chips with Everything und Lady in the Dark              |                                 |
| Paul Anderson                    | The Chairs                                              |                                 |
| Howard Harrison                  | The Fix                                                 |                                 |
| Hugh Vanstone                    | Hamlet                                                  |                                 |
| 1999                             |                                                         |                                 |
| Hugh Vanstone                    | The Blue Room und The Unexpected Man                    |                                 |
| Paule Constable                  | Amadeus und Uncle Vanya                                 |                                 |
| Mark Henderson                   | Britannicus und Phèdre                                  |                                 |
| David Hersey                     | Oklahoma! <<bis hier>>                                  |                                 |

### 2000–2009
| Jahr                               | Designer                                                       | Produktion |
| 2000                               |                                                                | |
| ---------------------------------- | -------------------------------------------------------------- | --- |
| 2000                               | Mark Henderson                                                 | Plenty, Spend Spend Spend, Suddenly, Last Summer, The Forest, The Lion, the Witch and the Wardrobe, The Real Thing und Vassa |
| 2000                               | Howard Harrison                                                | Private Lives, Sleep With Me und The Tempest                                                                                 |
| 2000                               | Donald Holder                                                  | The Lion King |
| 2000                               | Peter Mumford                                                  | Collected Stories, Richard III, Summerfolk und The Merchant of Venice                                                        |
| 2001                               |                                                                | |
| Hugh Vanstone                      | The Cherry Orchard und The Graduate                            | |
| Howard Harrison                    | To the Green Fields Beyond und The Witches of Eastwick         | |
| Mark Henderson                     | All My Sons                                                    | |
| Paul Pyant                         | Hamlet                                                         | |
| 2002                               |                                                                | |
| Mark Henderson                     | A Midsummer Night’s Dream und The Playboy of the Western World | |
| Howard Harrison                    | Cat on a Hot Tin Roof und Tales from Hollywood                 | |
| David Hersey                       | My Fair Lady und South Pacific                                 | |
| Tim Mitchell                       | Henry IV                                                       | |
| Peter Mumford                      | Hamlet und Private Lives                                       | |
| 2003                               |                                                                | |
| Peter Mumford                      | The Bacchae                                                    | |
| Paule Constable                    | Play Without Words                                             | |
| David Hersey                       | The Coast of Utopia                                            | |
| Paul Pyant                         | A Streetcar Named Desire                                       | |
| 2004                               |                                                                | |
| Hugh Vanstone                      | Pacific Overtures                                              | |
| Simon Corder                       | Hitchcock Blonde                                               | |
| Howard Harrison                    | Ragtime                                                        | |
| 2005                               |                                                                | |
| Paule Constable                    | His Dark Materials                                             | |
| Howard Harrison                    | Mary Poppins                                                   | |
| Jean Kalman                        | Festen                                                         | |
| Paul Pyant                         | All’s Well That Ends Well                                      | |
| 2006                               |                                                                | |
| Paule Constable                    | Don Carlos                                                     | |
| Rick Fisher                        | Billy Elliot                                                   | |
| Howard Harrison                    | Guys and Dolls                                                 | |
| Hugh Vanstone                      | Mary Stuart                                                    | |
| 2007                               |                                                                | |
| Natasha Chivers und Mike Robertson | Sunday in the Park with George                                 | |
| Neil Austin                        | Thérèse Raquin                                                 | |
| Jean Kalman                        | The Crucible                                                   | |
| Kenneth Posner                     | Wicked                                                         | |
| Hugh Vanstone                      | Spamalot                                                       | |
| 2008                               |                                                                | |
| Howard Harrison                    | Macbeth                                                        | |
| Paule Constable                    | War Horse                                                      | |
| Kenneth Posner                     | Hairspray                                                      | |
| Paul Pyant                         | The Lord of the Rings                                          | |
| 2009                               |                                                                | |
| Paule Constable                    | The Chalk Garden                                               | |
| Neil Austin                        | No Man’s Land                                                  | |
| Neil Austin                        | Piaf                                                           | |
| Paule Constable                    | Ivanov                                                         | |

### 2010–2019
| Jahr                             | Designer                                          | Produktion         |
| 2010                             |                                                   |                    |
| -------------------------------- | ------------------------------------------------- | ------------------ |
| 2010                             | Mark Henderson                                    | Burnt by the Sun   |
| 2010                             | Kevin Adams                                       | Spring Awakening   |
| 2010                             | Jon Clark                                         | Three Days of Rain |
| 2010                             | Mark Henderson                                    | ENRON              |
| 2011                             |                                                   |                    |
| Neil Austin                      | The White Guard                                   |                    |
| Paule Constable                  | Love Never Dies                                   |                    |
| Mark Henderson                   | After the Dance                                   |                    |
| Hugh Vanstone                    | Deathtrap                                         |                    |
| 2012                             |                                                   |                    |
| Bruno Poet                       | Frankenstein                                      |                    |
| Howard Harrison                  | Anna Christie                                     |                    |
| Hugh Vanstone                    | Ghost                                             |                    |
| Hugh Vanstone                    | Matilda                                           |                    |
| 2013                             |                                                   |                    |
| Paule Constable                  | The Curious Incident of the Dog in the Night-Time |                    |
| Paul Anderson                    | The Master and Margarita                          |                    |
| Lee Curran                       | Constellations                                    |                    |
| Mark Henderson                   | Sweeney Todd: The Demon Barber of Fleet Street    |                    |
| 2014                             |                                                   |                    |
| Tim Lutkin and Finn Ross         | Chimerica                                         |                    |
| Paul Pyant and Jon Driscoll      | Charlie and the Chocolate Factory                 |                    |
| Paule Constable                  | The Light Princess                                |                    |
| Peter Mumford                    | Ghosts                                            |                    |
| 2015                             |                                                   |                    |
| Howard Harrison                  | City of Angels                                    |                    |
| Jon Clark                        | King Charles III                                  |                    |
| Paule Constable and David Plater | Wolf Hall und Bring Up the Bodies                 |                    |
| Jan Versweyveld                  | A View from the Bridge                            |                    |
| 2016                             |                                                   |                    |
| Mark Henderson                   | Gypsy                                             |                    |
| Neil Austin                      | The Winter’s Tale                                 |                    |
| Natasha Chivers                  | Oresteia                                          |                    |
| James Farncombe                  | People, Places and Things                         |                    |
| 2017                             |                                                   |                    |
| Neil Austin                      | Harry Potter and the Cursed Child                 |                    |
| Lee Curran                       | Jesus Christ Superstar                            |                    |
| Natasha Katz                     | The Glass Menagerie                               |                    |
| Hugh Vanstone                    | Groundhog Day                                     |                    |
| 2018                             |                                                   |                    |
| Howell Binkley                   | Hamilton                                          |                    |
| Paule Constable                  | Angels in America                                 |                    |
| Paule Constable                  | Follies                                           |                    |
| Jan Versweyveld                  | Network                                           |                    |
| 2019                             |                                                   |                    |
| Jon Clark                        | The Inheritance                                   |                    |
| Neil Austin                      | Company                                           |                    |
| Howell Binkley                   | Come from Away                                    |                    |
| Lee Curran                       | Summer and Smoke                                  |                    |

### Seit 2020
| Jahr                            | Designer                          | Produktion                       |
| 2020                            |                                   |                                  |
| ------------------------------- | --------------------------------- | -------------------------------- |
| 2020                            | Paule Constable                   | The Ocean at the End of the Lane |
| 2020                            | Neil Austin                       | Rosmersholm                      |
| 2020                            | Howard Hudson                     | & Juliet                         |
| 2020                            | Bruno Poet                        | Uncle Vanya                      |
| 2021/2022                       |                                   |                                  |
| Andrzej Goulding und Tim Lutkin | Life of Pi                        |                                  |
| Neil Austin                     | Frozen                            |                                  |
| Isabella Byrd                   | Cabaret                           |                                  |
| Tim Lutkin                      | Back to the Future: The Musical   |                                  |
| 2023                            |                                   |                                  |
| Jessica Hung Han Yun            | My Neighbour Totoro               |                                  |
| Natasha Chivers                 | Prima Facie                       |                                  |
| Lee Curran                      | A Streetcar Named Desire          |                                  |
| Tim Lutkin                      | The Crucible                      |                                  |
| 2024                            |                                   |                                  |
| Jack Knowles                    | Sunset Boulevard                  |                                  |
| Jon Clark                       | Dear England                      |                                  |
| Jon Clark                       | Stranger Things: The First Shadow |                                  |
| Paule Constable                 | Guys and Dolls                    |                                  |